# Fissidens neglectus
Fissidens neglectus är en bladmossart som beskrevs av H. Crum 1960. Fissidens neglectus ingår i släktet fickmossor, och familjen Fissidentaceae. Inga underarter finns listade i Catalogue of Life.